# Артиљеријска противприпрема
Артиљеријска противприпрема је ватрено дјеловање артиљерије браниоца прије почетка напада противника на браниочев положај.
Изводи се да би се напад противника пореметио, одложио или потпуно спријечио, ватреним дејством на његове снаге пред почетак напада. Посебно је усмјерена против пјешадије и артиљерије противника.
Почиње се примјењивати у Првом свјетском рату. Тако је у бици на Пијави 14. јуна 1918. италијанска артиљерија почела а. у тренутку почетка аустроугарске артиљеријске припреме, тиме нанијевши знатне губитке пјешадији и артиљерији противника. Напад Аустроугара је тиме био поремећен, а одбрана од њиховог напада успјешна.
У Другом свјетском рату истиче се а. коју изводи Црвена армија у курској бици јула 1943. Утврђено је тачно вријеме њемачког напада из разних извора, па је совјетска артиљеријска противприпрема почела 10 минута пред напад. Уништено је 90 њемачких батерија, 60 осматрачница и 6 складишта муниције, и доста пјешадије у рејонима прикупљања. Нијемци су онда почели своју арт. припрему тек два и по сата послије предвиђеног времена, и њихов напад је био знатно ослабљен.